# Blytheville
Blytheville es una ciudad en el condado de Misisipi, Arkansas, Estados Unidos. De acuerdo con estimados de 2005 de la Oficina del Censo de los Estados Unidos, la población de Blytheville era de 16.638. La ciudad es una de las dos sedes del Condado de Misisipi. Está situada al noreste del estado, muy cerca del río Misisipi que la separa de Tennessee.

## Historia
Blytheville fue fundada en 1879 por el clérigo metodista Henry T. Blythe. La ciudad se ubica a aproximadamente 97 kilómetros al norte de West Memphis. Debido a la abundancia de árboles en el área, la ciudad creció rápidamente y fue incorporada en 1889. De acuerdo a los registros, la ciudad tuvo una gran y diversa población durante los años 1890. Cuando los bosques empezaron a disminuir, la gente de Blytheville empezó a sembrar algodón. Blytheville fue una comunidad agricultural has 1980, cuando la agricultura se volvió altamente mecanizada. Desde entonces, ha habido un incremento en la industria, lo cual ha creado nuevos empleados para los habitantes de la ciudad. Nucor, una compañía que manufactura acero, opera dos instalaciones al este de la ciudad, cerca del río Misisipi.
Blytheville alberga al Arkansas Northeastern College, una universidad comunitaria. Ésta era conocida como el Mississippi County Community College hasta su fusión con el Cotton Boll Technical Institute (Instituto Técnico Cotton Boll). Hasta los años 1990, la ciudad albergó a la Blytheville Air Force Base (Base de la Fuerza Aérea de Blytheville), más tarde renombrada Eaker Air Force Base (Base de la Fuerza Aérea Eaker), un campo aéreo parte del Strategic Air Command (Comando Aéreo Estratégico).

## Residentes y nativos notables
- Dee Clark, cantante de R&B.
- George Hamilton, actor.
- Edgar H. Lloyd, soldado durante la Segunda Guerra Mundial, condecorado con la Medalla de Honor.
- Al Feldstein, editor de la revista MAD.
- Trent Tomlinson, cantante de música country.

## Geografía
Blytheville se localiza a 35°55′51″N 89°54′50″O / 35.93083, -89.91389. Según la Oficina del Censo de los Estados Unidos, la ciudad tiene un área de 53,5 km², de los cuales 53,3 km² corresponde a tierra y 0,2 km² a agua (0,29%).

## Demografía
Para el censo de 2000, había 18.272 personas, 7.001 hogares y 4.746 familias en la ciudad. La densidad de población era 341,5 hab/km². Había 8.533 viviendas para una densidad promedio de 160,0 por kilómetro cuadrado. De la población 52,15% afroamericanos, 45,15% eran blancos, 0,19% amerindios, 0,60% asiáticos, 0,07% isleños del Pacífico, 0,48% de otras razas y 1,38% de dos o más razas. 1,31% de la población eran hispanos o latinos de cualquier raza.
Se contaron 7.001 hogares, de los cuales 33,3% tenían niños menores de 18 años, 42,3% eran parejas casadas viviendo juntos, 20,9% tenían una mujer como cabeza del hogar sin marido presente y 32,2% eran hogares no familiares. Habían 320 hogares de parejas solteras: 297 heterosexuales, 12 parejas masculinas y 11 parejas femeninas. 28,1% de los hogares eran un solo miembro y 11,9% tenían alguien mayor de 65 años viviendo solo. La cantidad de miembros promedio por hogar era de 2,57 y el tamaño promedio de familia era de 3,16.
En la ciudad la población está distribuida en 29,9% menores de 18 años, 10,4% entre 18 y 24, 26,0% entre 25 y 44, 19,6% entre 45 y 64 y 14,1% tenían 65 o más años. La edad media fue 33 años. Por cada 100 mujeres había 86,5 varones. Por cada 100 mujeres mayores de 18 años había 81,3 varones.
El ingreso medio para un hogar en la ciudad fue de $26.683 y el ingreso medio para una familia $32.816. Los hombres tuvieron un ingreso promedio de $30.889 contra $20.710 de las mujeres. El ingreso per cápita de la ciudad fue de $14.426. Cerca de 23,3% de las familias y 28,6% de la población estaban por debajo de la línea de pobreza, 42,2% de los cuales eran menores de 18 años y 17,4% mayores de 65.